# Pommerol
Pommerol é uma comuna francesa na região administrativa de Auvérnia-Ródano-Alpes, no departamento de Drôme. Estende-se por uma área de 9,83 km². Em 2010 a comuna tinha 6 habitantes (densidade: 0,6 hab./km²).